# Hans Colberg
Hans Colberg, né le 14 décembre 1941 à Klemensker (en) et mort le 25 septembre 2007, est un footballeur international danois. Il évoluait au poste de défenseur.

## Biographie

### En club
Hans Colberg est joueur du BK Frem de 1942 à 1950,.
Avec son club, il est sacré Champion du Danemark en 1944.
Colberg part en Italie en 1950 représenter le Lucchese 1905 qui évolue en première division.
Au total, en Serie A, il dispute 46 matchs pour un but inscrit lors de son passage. IL inscrit son unique but lors de la dernière journée du championnat 1950-1951 contre le Calcio Côme.
Il raccroche les crampons après une dernière saison 1952-1953 en Serie B.

### En équipe nationale
International danois, il reçoit quatre sélections pour aucun but marqué en équipe du Danemark entre 1948 et 1950,.
Son premier match en sélection a lieu le 15 juin 1948 contre la Finlande (victoire 3-0 à Helsinki) dans le cadre du Championnat nordique.
Son dernier match en sélection a lieu le 27 août 1950 à nouveau contre la Finlande (victoire 2-1 à Helsinki).

## Palmarès
| BK Frem - Championnat du Danemark (1) : - Champion : 1943-44. |  | Danemark - Jeux olympiques : - Bronze : 1948. |